# Fornos (Freixo de Espada à Cinta)
Fornos é uma localidade portuguesa do Município de Freixo de Espada à Cinta que foi sede da extinta Freguesia de Fornos, freguesia que tinha 28,68 km² de área e 206 habitantes (2011), e, por isso, uma densidade populacional de 7,2 hab/km².
A Freguesia de Fornos foi extinta em 2013, no âmbito de uma reforma administrativa nacional, para, em conjunto com a Freguesia de Lagoaça, formar uma nova freguesia denominada União das Freguesias de Lagoaça e Fornos com a sede em Lagoaça.
Entre 1896 e 1898, quando da supressão do concelho de Freixo de Espada à Cinta, foi anexada ao concelho (atual município) de Torre de Moncorvo.
Fornos localiza-se na faixa planáltica mirandesa sendo atravessada pela estrada nacional n.º 221.
Um dos antigos ex libris da aldeia eram os palheiros de Fornos, que desapareceram.

## População
| População da freguesia de Fornos | População da freguesia de Fornos | População da freguesia de Fornos | População da freguesia de Fornos | População da freguesia de Fornos | População da freguesia de Fornos | População da freguesia de Fornos | População da freguesia de Fornos | População da freguesia de Fornos | População da freguesia de Fornos | População da freguesia de Fornos | População da freguesia de Fornos | População da freguesia de Fornos | População da freguesia de Fornos | População da freguesia de Fornos |
| -------------------------------- | -------------------------------- | -------------------------------- | -------------------------------- | -------------------------------- | -------------------------------- | -------------------------------- | -------------------------------- | -------------------------------- | -------------------------------- | -------------------------------- | -------------------------------- | -------------------------------- | -------------------------------- | -------------------------------- |
| 1864                             | 1878                             | 1890                             | 1900                             | 1911                             | 1920                             | 1930                             | 1940                             | 1950                             | 1960                             | 1970                             | 1981                             | 1991                             | 2001                             | 2011                             |
| 566                              | 569                              | 644                              | 712                              | 773                              | 690                              | 729                              | 732                              | 875                              | 722                              | 605                              | 554                              | 418                              | 323                              | 206                              |

## Património
- Capela de Fornos
- Capela do Senhor da Rua Nova ou Capela de Santo Cristo (Imóvel de Interesse Público)
- Igreja Matriz de Fornos;
- Capela de Santo António;
- Capela da Senhora da Trena;
- Capela do Santo Cristo;
- Confraria da Senhora da Trena;
- Confraria do Santíssimo Sacramento;
- Confraria das Almas.

## Festas
- Nosso Senhor da Rua Nova, que se realiza todos os anos no primeiro domingo de setembro[3].